# Гаврила Андреевич
Гаврила (Гавша) Андреевич — московский боярин XIV века, Согласно родословным 4-й сын боярина Андрея Кобылы. 
В источниках Гавша упоминается один раз: в Симеоновской летописи под 1368 годом сообщается, что на Гавшином дворе в Москве под арестом находился великий князь Тверской Михаил Александрович. По мнению историка А. В. Кузьмина, данный факт свидетельствует о том, что Гавша входил в близкое окружение митрополита Алексия. С. Б. Веселовский предполагал, что Гавша был великокняжеским боярином, однако не исключено, что он был митрополичьим боярином. Согласно родословным, у Гавши было двое сыновей:
- Андрей Гаврилович Бобрыня. Его имя начиная с 40-х годов XVI века встречается только в частных списках родословцев. Умер бездетным[3].
- Борис Гаврилович. Известен только по родословным. Согласно им у Бориса был сын Андрей и внук Фёдор Боборыка, который был родоначальником дворянского рода Боборыкиных[2].

Потомки Гавши к рубежу XV—XVI веков были мелкими помещиками в Бежецкой пятине Новгородской земли, из-за чего были исключены из Государева двора.